# Anker
Anker Innovations Technology Co., Ltd（Anker, アンカー）は、モバイルバッテリー、スマートフォン、タブレット、パソコン周辺機器を始めとするガジェット類を製造販売する中国企業。米国関連会社として、Fantasia Trading LLCがある。
Googleのエンジニア陽萌（スティーブン・ヤン）を中心に、Google出身の数名の若者達が2011年に設立した。姉妹ブランド「Soundcore（サウンドコア） 」、「Eufy（ユーフィー）」、「Nebula（ネビュラ）」があり、おもにAmazonマーケットプレイスや各国のECサイトを通じて、欧州各国・アジア各国で販売する。
「Anker」はドイツ語の「錨 (いかり) 」に依る。
日本のマーケティング、製品販売、カスタマーサポートは、日本法人「アンカー・ジャパン株式会社」が担う。

## 歴史
検索エンジンの上級ソフトウェアエンジニアとして、米国のGoogle本社で勤務していたスティーブン・ヤンは、高品質で手頃な価格のノートパソコンの交換用バッテリーを市場に提供するため、2011年にAnkerを創業した。2012年に当時グーグル・チャイナのオンライン販売責任者だったドンピン・ジャオ (Dongping Zhao) が加わり、サプライチェーンの構築に一役買った。
スマートフォン向けのモバイルバッテリーや充電器などに焦点を当て、低価格ながら品質の高さやサポート体制をアピールし、創業時よりD2C (Direct to Consumer) モデルを採用。おもにAmazonを中心としたECサイトを通じて製品を販売し、そのレビューやカスタマーサポートに寄せられるユーザーの声に基づいてソフトウェアのようにスピーディーに製品の開発・改善を行うことが同社の特徴として挙げられている。
AppleのMFi認証 (Made for iPhone/iPad) をクリアした製品も提供している。
スマートホームブランド「Eufy」を発表し、ガジェットだけでなく家電分野へ参入した後、2018年にはオーディオブランド「Soundcore」のリニューアルローンチを発表し、オーディオ分野へ本格参入した。「Anker」で培ったチャージング技術や「Soundcore」のオーディオ関連技術を活かし、Androidを搭載したスマートプロジェクターブランド「Nebula」を含め、現在は計4ブランドを展開している。

## 製品
Ankerの最初の製品はノートパソコンの交換用バッテリで、2012年に焦点をスマートフォンの充電デバイスに移した。
Ankerの充電デバイスには接続されたデバイスを自動検知し、機器毎に適した最大のスピードで急速充電を行う独自技術「PowerIQ」を搭載しているほか､USB Power DeliveryやQuick Charge等の高速充電規格を採用した製品も発売している。「PowerIQ」はAnkerが開発した急速充電テクノロジーで、発表当初は最大出力12W、2017年に発表された「PowerIQ 2.0」ではQuick Charge 2.0との互換性を持ち最大18Wまでの出力に対応した。2019年夏にはUSB Power Deliveryとの互換性を実現し、最大100W出力に対応した「PowerIQ 3.0」を発表。2020年には最新版の「PowerIQ 3.0 (Gen.2)」へと進化している。
また2018年秋には、世界に先駆けて次世代パワー半導体素材「GaN」を民生品に採用した。
2016年9月に日本で家電ブランドの「Eufy（ユーフィ）」を姉妹ブランドとして立ち上げ、第一弾製品としてロボット掃除機「RoboVac 20」などを発売した。Eufyでは、ロボット掃除機の他、スティック掃除機、ハンディ掃除機、ホームセキュリティが展開されている。
2018年4月28日にはオーディオブランド「Soundcore（サウンドコア）」の日本におけるリニューアルローンチを発表し、ポータブルオーディオやワイヤレスイヤホンを展開している。
2020年8月に日本市場におけるスマートプロジェクターブランド「Nebula（ネビュラ）」の事業ブランドとしての独立も発表。ジュース缶サイズながらAndroidを搭載したモバイルプロジェクター・Nebula Capsuleシリーズや、クラウドファンディングサイトで1億円以上を集め、フルHD採用の高画質が特徴のホームプロジェクター・Nebula Cosmosシリーズを展開している。

### 展開ブランド

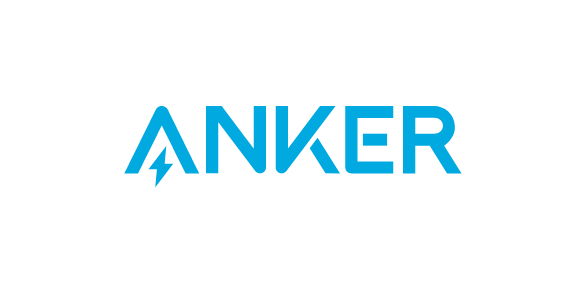
Anker
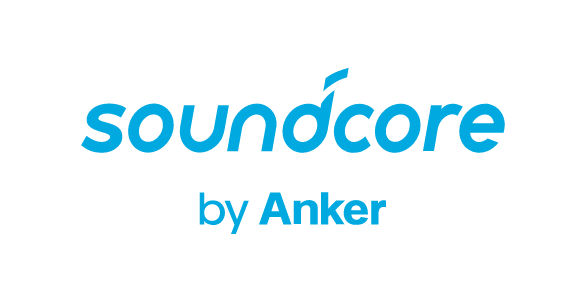
Soundcore
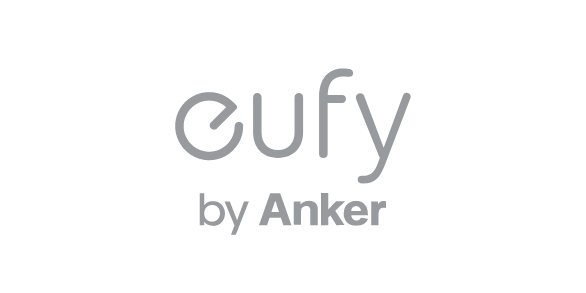
Eufy
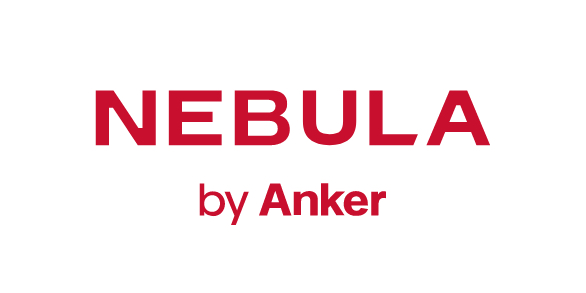
Nebula

## 日本法人
日本では、日本法人のアンカー・ジャパン株式会社 (Anker Japan Co., Ltd.) がマーケティング、販売、カスタマーサービスを行う。
2013年1月設立時から代表取締役を務めた井戸義経が2021年9月末に退任し、10月から取締役COOの猿渡歩が代表取締役CEOに就いた。アンカー・ジャパンは2017年9月に、2018年から「Empowering Smarter Lives」をスローガンにモバイルから生活全般に進出する と発表した。日本で事業拡大の推進と財政基盤の強化のため、2017年12月22日付で資本金等を1,600万円から1億6,000万に増資した。
2018年11月から福岡市と災害時における物資供給に関する協定を締結し、2019年3月に川崎市と「市民利便性や防災力の向上に向けた通信環境の拡充・電源確保に関する協定」を締結するなど、災害時の避難所における緊急的な電源確保や携帯端末の充電などのサポートを始めた 2021年10月現在は、福岡県、川崎市、川西市、陸前高田市、長岡京市、茅ヶ崎市、能美市と協定を締結している。
2019年シーズンから川崎フロンターレとスポンサー契約を締結し、コラボグッズの発売や同社製品を通じた選手やサポーターへの支援を行っている。21年シーズンからトップパートナー契約を結び、ユニフォームの鎖骨部分にコーポレート・ロゴが掲出している。同時に中村憲剛が「Anker特別アンバサダー」となる。
2021年4月1日から直営店事業を担う「アンカー・ストア株式会社」を100%出資の子会社として設立。同社の代表取締役CEOは、アンカー・ジャパンの代表取締役CEOの猿渡歩が兼任している。
2022年9月9日、 同社製品の修理サービスを担う100％子会社アンカー・テックを設立した。
2025年5月22日、同社子会社で常設直営店を運営するアンカー・ストア株式会社と合同で「Anker Store & Cafe 汐留」を2025年5月24日に開店することを発表。初のカフェ事業参入となる。